# Conus inscriptus
Espèce
Statut de conservation UICN

 LC  : Préoccupation mineure
Conus inscriptus est une espèce de mollusques gastéropodes marins de la famille des Conidae.
Comme toutes les espèces du genre Conus, ces escargots sont prédateurs et venimeux. Ils sont capables de « piquer » les humains et doivent donc être manipulés avec précaution, voire pas du tout.

## Description
La taille d'une coquille adulte varie entre 32 mm et 65 mm. La coquille est plutôt solide, lisse, rainurée vers la base. Sa couleur est blanc cendré, avec des caractères hiéroglyphiques marron foncé, interrompus par des séries de taches tournantes au milieu et à la base.

## Distribution
Cette espèce est présente en mer Rouge et dans l'océan Indien au large de Madagascar et du KwaZulu-Natal, en Afrique du Sud ; on la trouve également au large de la partie occidentale de la Thaïlande et dans la mer Égée (en tant qu'espèce exotique introduite).

### Niveau de risque d’extinction de l’espèce
Selon l'analyse de l'UICN réalisée en 2011 pour la définition du niveau de risque d'extinction, cette espèce est largement distribuée et se trouve dans tout l'océan Indien, du Natal à la mer Rouge et à l'est de la Thaïlande, mais exclut Madagascar. Elle présente un large profil bathymétrique. Il n'y a en 2011 aucune menace connue, bien qu'une pollution localisée puisse affecter les populations des eaux moins profondes. Globalement, l'espèce a été évaluée comme étant de préoccupation mineure.

## Taxonomie

### Publication originale
L'espèce Conus inscriptus a été décrite pour la première fois en 1843 par l'éditeur et naturaliste britannique Lovell Augustus Reeve (1814-1865) dans la publication intitulée « Conchologia Iconica, or, illustrations of the shells of molluscous animals »,.

### Synonymes
- Asprella inscripta (Reeve, 1843) · non accepté
- Conus (Conus) keatiformis Shikama & Oishi, 1977 · non accepté
- Conus (Phasmoconus) inscriptus Reeve, 1843 · appellation alternative
- Conus cuneiformis E. A. Smith, 1877 · non accepté
- Conus inscriptus f. meridionalis G. Raybaudi Massilia, 1989 · non accepté
- Conus inscriptus indicus Röckel, 1979 · non accepté
- Conus keatiformis Shikama & Oishi, 1977 · non accepté
- Conus planiliratus G. B. Sowerby II, 1870 · non accepté
- Conus planiliratus f. batheon Sturany, 1903 · non accepté
- Conus tegulatus G. B. Sowerby II, 1870 · non accepté
- Graphiconus cavailloni (Fenaux, 1942) · non accepté
- Graphiconus inscriptus (Reeve, 1843) · non accepté
- Leptoconus inscriptus (Reeve, 1843) · non accepté
- Phasmoconus (Phasmoconus) inscriptus (Reeve, 1843) · non accepté

### Sous-espèces et formes
- Forme Conus inscriptus f. meridionalis G. Raybaudi Massilia, 1989, accepté en tant que Conus inscriptus Reeve, 1843
- Conus inscriptus indicus Röckel, 1979, accepté en tant que Conus inscriptus Reeve, 1843